# 英国陆军总参谋长
總參謀長是英國陸軍自1964年起的軍種最高指揮者職稱。
總參謀長負責指揮整個英國陸軍。在第二次世界大戰期間，布魯克將軍通過聯合參謀長與美國同行一起關注大戰略和他的關係。他還負責任命和評估高級指揮官，分配人力和設備，以及組織戰術空軍以支援戰地指揮官的陸地作戰; 他還負責監督自由法國，波蘭，荷蘭，比利時和捷克部隊向倫敦流亡政府報告的軍事行動。儘管英國陸軍部的軍事和政治方面存在著傳統的歷史不信任，布魯克還是大力地將責任分配給他的副手。